# Kimpese
 (août 2014).
Si vous disposez d'ouvrages ou d'articles de référence ou si vous connaissez des sites web de qualité traitant du thème abordé ici, merci de compléter l'article en donnant les références utiles à sa vérifiabilité et en les liant à la section « Notes et références ».

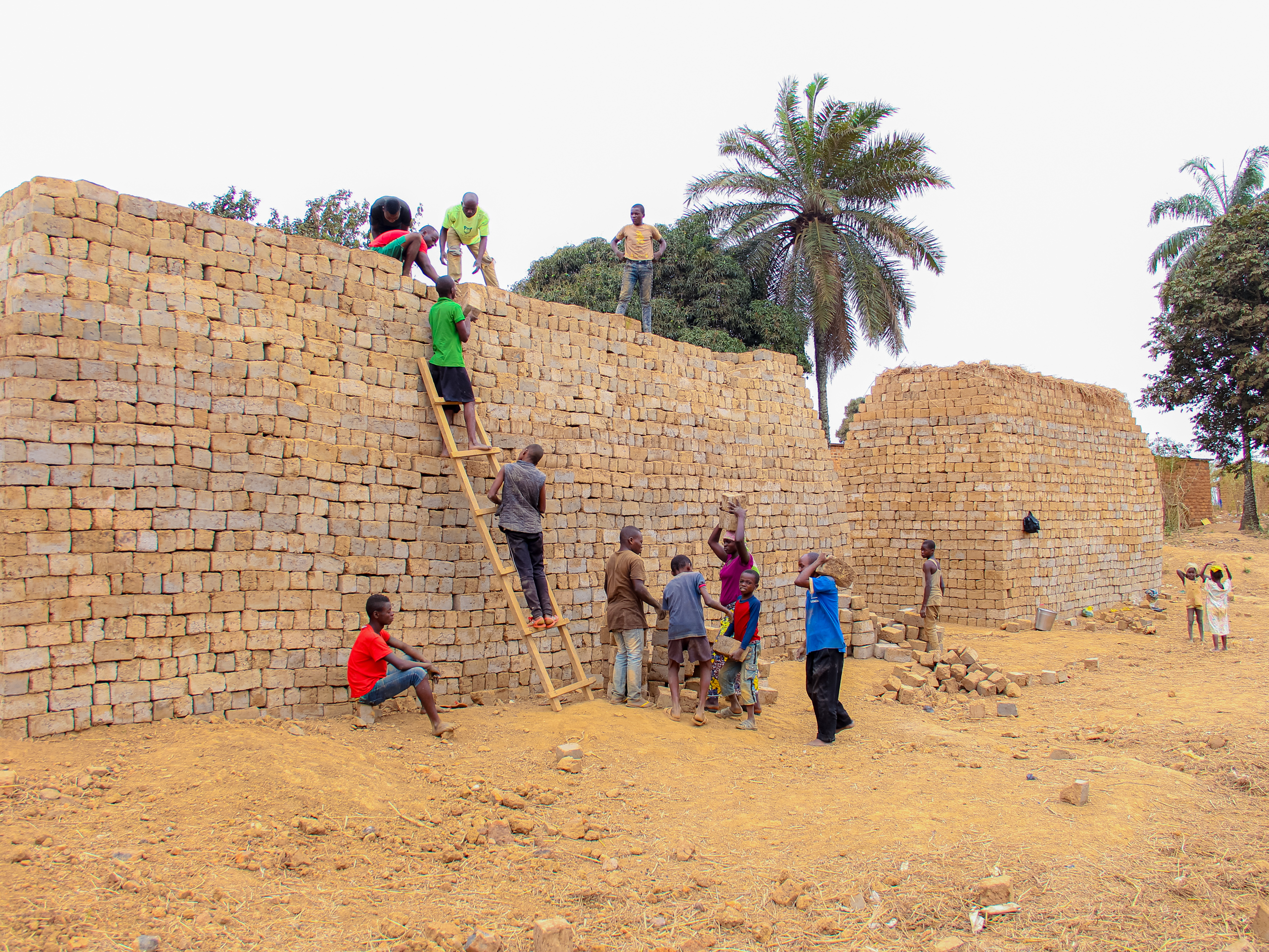
Un chantier dans la ville kimpese en 2022

Kimpese est une localité kino-congolaise du territoire de Songololo, située dans le district des Cataractes dans la province du Bas-Congo. Elle compte environ 40 000 habitants.Kimpese compte 4 quartiers et des cellules. 
- Quartier 1er avec les cellules : Mfuluampinga, Camp Tailleur, Camp de la paix, Maison verte,...
- Quartier 2 avec des cellules : Onatra (source), CECO, Masamuna, Centre commercial, Tourbillon, Lukengezi,...
- Quartier 3 avec des cellules : Fwauna, Yanga dia Songa, Mbuka, Kintanda,...
- Quartier 4 avec des cellules : Madiadia, CEDECO actuellement Mont -Fleury A, B, C, Kimbala IME,...

## Géographie
Elle est traversée par la ligne de chemin de fer Matadi-Kinshasa et par la route nationale 1. Kimpese est située à 11 km de Lukala, à 55 km de Mbanza-Ngungu, chef-lieu du district, à 122 km de Matadi, capitale de la province et à 220 km de la capitale Kinshasa. La ville se trouve au pied des Monts de Cristal.

## Histoire
En juin 2013, la localité se voit conférer le statut de ville, sous le nom de Bangu constituée de trois communes : Kimpese, Vampa, Lukala. Ce statut n'est pas maintenu lors de la réforme administrative mise en place en 2015.

## Santé
L’hôpital de Kimpese a 400 lits et dessert 150 000 personnes localement et 600 000 dans le district. Kimpese a aussi un camp de réfugiés de l'UNHCR, qui vient en aide à près de 60 000 réfugiés angolais dans la province. L'Institut Supérieur des Techniques Médicales ISTM et son IEM sont basés à Ime-Kimpese. Kimpese se développe aussi par la construction et l'implantation de plusieurs établissements hôteliers.

## Éducation
La ville compte des universités ainsi que des instituts supérieurs:
- Université Protestante de Kimpese
- Université Chrétienne de Kimpese
- Université du Cepromad
- Institut Supérieur des Techniques Commerciales
- Institut Supérieur des Techniques Médicales

## Société
La localité est le siège de la paroisse catholique Sainte-Marie de Kimpese, fondée en 1910, elle dépend de la doyenné de Kimpese du diocèse de Matadi.

## Économie
- Les banques implantées à Kimpese : BGFI BANK /EQUITY BANK et RAWBANK.

- Les coopératives d'épargne : NTIMA, KIVUVU, CSS, CAMEK, LUZINGU, …

## Personnalités
- Mathieu Doda (1967-), homme politique, est né à Kimpese.
- Apollinaire Wantina (1978-), artiste congolais, est né à Kimpese.